# 博科夫斯卡亞區
49°13′20″N 41°50′01″E / 49.22222°N 41.83361°E
博科夫斯卡亞區（俄語：Бо́ковский райо́н）是俄羅斯的一個區，位於該國西南部，由羅斯托夫州負責管轄，面積1,927平方公里，2010年人口15,085，人口密度每平方公里7.83人。